# El bany de Psique
El bany de Psique és una pintura a l'oli sobre tela pintada el 1889 per l'artista prerafaelita Frederic Leighton, comptant amb Dorothy Dene com a model. L'obra pertany al Tate Britain des de 1890.

## Descripció
La pintura mostra Psique despullant-se per tal de banyar-se abans de l'arribada de Cupido. Està completament absorta amb mostres del seu narcisisme manifestat pel seu reflex a la superfície llisa de l'aigua. La posa de la dona amb els braços aixecats per revelar el seu cos nu deriva de la Venus Calipigia, una famosa estàtua grega que Leighton hauria vist al Museu de Capodimonte a Nàpols. Un tema que potencialment hauria impactant el públic victorià, però que no sembla haver trobat cap objecció moral quan es va exhibir per primera cop a la Royal Academy el 1890.